# پروومایسکویه (کایکنتسکی)
پروومایسکویه (به لاتین: Pervomayskoye) یک منطقهٔ مسکونی در روسیه است که در شهرستان کایاکنتسکی واقع شده‌است.